# الخطوط الجوية الوطنية (الولايات المتحدة)
الخطوط الجوية الوطنية هي شركة شحن جوي أمريكية مقرها في أورلاندو في الولايات المتحدة. أضافت خدمة الركاب المجدولة في 16 ديسمبر 2015 من مركزها في مطار أورلاندو سانفورد الدولي.

## الأسطول

### الأسطول الحالي

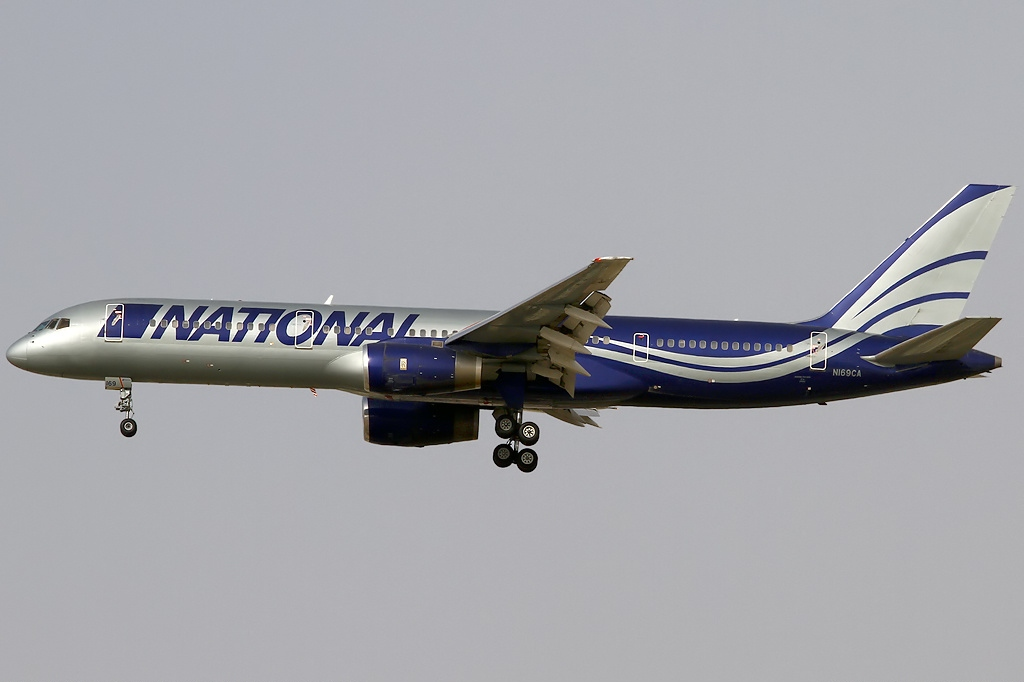
طائرة بوينغ 757 تهبط مطار دبي الدولي في 2012

اعتبارًا من يناير 2023، تقوم شركة الخطوط الجوية الوطنية بتشغيل الطائرات التالية:

### الأسطول التاريخي
قامت الخطوط الجوية الوطنية سابقًا بتشغيل الطائرات التالية:
- بريتش ايروسبيس جت ستريم
- كاسا سي-212 أفيوكار
- دوغلاس دي سي-8
- دوغلاس دي سي-8
- دوغلاس دي سي-8
- لوكهيد إل-100 هيركوليز
- Mitsubishi MU-2
- ساب 340
- توبوليف تي يو-204[10]

## روابط خارجية
- National Air Cargo
- National Airlines